# Драматичний трикутник

Драматичний трикутник, запропонований Стівеном Карпманом

Драматичний трикутник Карпмана («Жертва-Рятівник-Переслідувач», трикутник Карпмана) — психосоціальна модель людської взаємодії в транзактному аналізі. Трикутник відображає тип деструктивних стосунків, які можуть відбуватися між людьми в конфлікті. Автором драматичного трикутника є Стівен Карпман (США, психотерапевт, учень Еріка Берна). Модель драматичного трикутника — це інструмент, який використовується в психотерапії, зокрема в транзактному аналізі. Трикутник дійових осіб драми — переслідувачі, жертви, рятівники.
Карпман описав, як ці ролі не використовують «щиро» для розв'язання наявної проблеми, а швидше використовують гнучко та перемикаються між ролями таким чином, щоб досягати неусвідомлених егоїстичних цілей і саморуйнування для близьких. Наслідком у таких драмах було те, що актори залишалися з відчуттям виправдання та задоволення, але сама проблема часто вирішувалась незначно або взагалі не вирішувалась, а інші більш фундаментальні проблеми, які породжували конфлікт — залишалися взагалі невирішеними.
Перебуваючи всередині «драматичного трикутника», ми вибираємо для себе певну роль, і це може бути пов'язано не тільки з нашою особистою та сімейною історією, але і з тим станом «я», який нам найближчий у цей момент. Кожній з ролей відповідають властиві тільки їй почуття. У переслідувача найголовніша емоція — праведне обурення. У жертви — внутрішня метушня, паніка, образа на ситуацію або іншу людину. У рятівника — співчуття, почуття обов'язку і відповідальності за іншу людину. Зміна ролей у трикутнику Карпмана завжди супроводжується інтенсивною зміною емоцій. Тривалість перебування в одній ролі може складати від кількох секунд до кількох років. Протягом дня може відбутися двадцять і більше змін ролей у трикутнику. Ця модель часто виявляється в процесі нашого спілкування в сім'ї, на роботі, в побуті.

## Використання
Завдяки широкому використанню та роботі Стівена Карпмана та інших, трикутник Карпмана був адаптований для використання в структурному аналізі та транзакційному аналізі.

## Теорія
Карпман використовував трикутник для відображення суперечливих або інтенсивних драматичних відносин. Драматичний трикутник Карпмана моделює зв'язок між особистою відповідальністю та владою в конфліктах, а також деструктивними та мінливими ролями, які відіграють люди. Він визначив три ролі в конфлікті; Переслідувач, рятівник (одна верхня позиція) і жертва (одна нижня позиція). Карпман помістив ці три ролі в перевернутий трикутник і назвав їх трьома аспектами або обличчями драми.
- Жертва: ("Бідна я!") в цій моделі особа не є справжньою жертвою, а скоріше намагається являти собою таку, яка відчуває чи діє так.[1] Жертва прагне переконати себе та оточення, що вона нічого не може зробити, нічого не можна зробити, всі спроби марні, попри всі зусилля. Однією з вигод в такій позиції є уникнення реальних змін або визнання своїх справжніх почуттів, що може принести тривогу та ризик, хоча відчувається, що вона робить усе можливе, щоб уникнути цього. Жертва почувається переслідуваною, пригнобленою, безпорадною, безнадійною, безсилою, і, на її думку, вона не в змозі приймати рішення, розв'язувати проблеми, отримувати задоволення від життя чи досягти розуміння. Жертва залишиться з переслідувачем або, якщо її не переслідують — призначить когось іншого на роль переслідувача. Вона також шукатиме допомоги, створюючи одного або кількох рятівників, щоб врятувати ситуацію, які насправді увічнять негативні почуття жертви та залишать її ситуацію загалом незмінною.
- Рятівник: («Дозвольте мені допомогти вам») дбайливий, який відчуває себе винним, якщо він не прийде на допомогу, і зрештою може бути роздратованим через це (і ставати переслідувачем), оскільки його допомога не розв'язує проблему. Його порятунок має негативні наслідки: він тримає жертву залежною та не дозволяє жертві втратити залежність від контролю і відчути наслідки свого вибору, бути вільною. Вигода, отримана від цієї ролі рятівника, полягає в тому, що він знімає фокус з себе. Коли він зосереджує свою енергію на комусь іншому, це дозволяє йому ігнорувати власні тривоги та проблеми. Ця роль рятівника також є ключовою, оскільки їхній справжній головний інтерес насправді полягає в уникненні власних проблем, замаскованому під турботу про потреби жертви.
- Переслідувач: («У всьому винна ти ») наполягає, контролює, звинувачує, критикує, пригноблює, виливає злість, вдається до авторитарності, жорсткий і зверхній. Але, якщо його звинувачують, у відповідь, переслідувач може захищатися та може помінятися ролями, щоб стати жертвою, якщо рятівник та/або жертва сильно атакує його. У такому випадку, з иншого боку, сама жертва також може змінити роль та стати переслідувачем.

Спочатку драматичний трикутник виникає, коли людина виступає в ролі жертви або переслідувача. Тоді ця особа відчуває потребу залучити до конфлікту й інших гравців. Як часто буває, саме перші два типи заохочують рятівника увійти в ситуацію. Ці залучені гравці беруть на себе власні ролі, які не є статичними, і тому можуть відбуватися різні сценарії. Жертва може звернутись до рятівника, наприклад, тоді як рятівник може перевтілитись у роль переслідувача.
Причина того, чому драма зберігається, полягає в тому, що кожен учасник задовольняє свої (часто неусвідомлені) психологічні бажання/потреби без необхідності визнавати ширшу дисфункцію чи шкоду, завдану ситуації в цілому. Кожен учасник діє відповідно до власних егоїстичних потреб, а не діє самостійно й відповідально чи альтруїстично. Будь-який персонаж може «зазвичай виглядати як тужна жертва; але перейти на роль переслідувача кажучи що це «випадково», і просячи за це вибачення».
Мотивація рятівника найменш очевидна. З точки зору трикутника, рятівник має змішаний або прихований мотив і отримує певну егоїстичну вигоду від того, що він «той, хто рятує». Рятівник має поверхневий мотив розв'язання проблеми та, здається, докладає великих зусиль для її вирішення, але також має прихований мотив не досягти успіху або досягти успіху таким чином, щоб отримати вигоду. Вони можуть підвищити самооцінку, наприклад, або отримати поважний статус рятівника, або отримувати задоволення від того, що хтось покладається на них, довіряє їм і діє таким чином, який нібито намагається допомогти, але на глибшому рівні грає роль чергового контролера жертви, щоб продовжувати отримувати винагороду.
Стосунки між жертвою і рятівником можуть бути співзалежними. Рятівник тримає жертву залежною, заохочуючи її до подальшої гри у жертви. Жертва задовольняє свої потреби залежності, коли про неї піклується рятівник.
Учасники, як правило, схильні грати головну або звичну роль (жертва, рятівник, переслідувач), коли вони вступають у драматичні трикутники. Учасники спочатку дізнаються про свою звичну роль від своєї родини, від свого дитинства. Попри те, що кожен учасник має роль, з якою він найбільше ідентифікується, опинившись у трикутнику, учасники чергуються між усіма трьома позиціями.
Кожен трикутник має «вигоду» для тих, хто в нього грає. «Антитеза» драматичного трикутника полягає у відкритті того, як позбавити акторів їхньої вигоди.

## Терапевтичні моделі
«Трикутник переможця» був опублікований Ейсі Чоєм у 1990 році як терапевтична модель для того, щоб показати пацієнтам, як змінити соціальні стосунки при вході в трикутник у будь-якій із трьох точок входу. Чой рекомендує, щоб будь-хто, хто відчуває себе жертвою — більше дбав про свою вразливість і потреби; щоб актор ролі переслідувача — зайняв  самодостатню позицію; а той хто грає рятувальника — реагував «турботою» («увагою»), а не «нав'язливою опікою».
- Вразливість — слід заохочувати жертву прийняти свою вразливість, та зуміти розв'язувати проблему й бути більш самосвідомою.
- Наполегливість — слід заохочувати переслідувача просити те, що він хоче, бути наполегливим, але не тим що карає.
- Турбота — рятувальника слід заохочувати виявляти інтерес та турботу, але не перестаратися, щоб в результаті знову розв'язувати проблеми замість инших.

«Сила TED», вперше опублікована у 2009 році, рекомендує «жертві» взяти на себе альтернативну роль творця, розглядає переслідувача як суперника, та залучити тренера замість рятівника.
- Творець — жертв заохочують бути орієнтованими на результат, а не на проблеми; брати відповідальність на себе за вибір як справлятися з життєвими викликами. Вони повинні зосередитися на розв’язанні «динамічної напруги» (різниці між поточною реальністю та передбачуваною метою чи результатом), роблячи поступові кроки до результатів, яких вони намагаються досягти.
- Випробовувач — жертву заохочують сприймати переслідувача як особу (або ситуацію), яка змушує творця прояснити їхні потреби та зосередитися на їхньому навчанні та зростанні.
- Тренера — рятувальника слід заохочувати ставити запитання, які мають на меті допомогти людині зробити усвідомлений вибір. Ключова відмінність між рятівником і тренером полягає в тому, що тренер бачить творця здатним робити вибір і розв'язувати власні проблеми. Тренер ставить запитання, які дозволяють творцю побачити можливості для позитивних дій і зосередитися на тому, чого вони дійсно хочуть, а не на тому, чого вони не хочуть.[1]